# Société de développement des réacteurs et du combustible nucléaire
La Société de développement des réacteurs et du combustible nucléaire (動力炉・核燃料開発事業団, Dōryokuro Kakunenryō Kaihatsu Jigyōdan), connu sous son acronyme anglais PNC (Power Reactor and Nuclear Fuel Development Corporation), a été fondé en 2 octobre 1967 à partir de la Société du combustible nucléaire (NFC) et dissoute en 1998, pour être restructurée sous un nom : l'Institut japonais du cycle du combustible (JNC). L'organisation s'est spécialisée dans les réacteurs surgénérateurs et le réacteur thermique avancé de Fugen.
Elle possédait également une usine de retraitement nucléaire dont les activités comprenaient la prospection de l'uranium en Australie et l'élimination des déchets de haute activité.

## Historique
Durant la période du miracle économique japonais des années 1960, le Japon s'est tourné vers le pétrole (production d'énergie thermique) et l'énergie nucléaire (production d'énergie nucléaire) comme moyen de sortir de ses problèmes énergétiques. L'industrie et la technologie nippones des réacteurs étaient pour l'essentiel sous-développées, et l'achat de réacteurs et de combustible nucléaire étranger. À l’époque, la technologie d’enrichissement de l’uranium était également associée à des secrets militaires, ce qui rendait l’importation nécessaire.
Les réacteurs surgénérateurs apparaissaient comme des technologies attractives. Cependant, les capacités du principal organisme de recherche, l'Institut de recherche japonais sur l'énergie atomique (JAERI), étaient limitées et réglementées par les sociétés propriétaires des centrales. C'est ainsi que PNC a été créé et a réalisé des travaux de développement notamment pour le réacteur de Monju. La technologie des réacteurs surgénérateurs était difficile à maîtriser en raison de la difficulté de manipulation du sodium..
Divers accidents sur le site de Tokaimura, une fuite de sodium sur le prototype de réacteur surgénérateur rapide Monju le 8 décembre 1995, et dans une usine de traitement d'asphalte de Tōkai le 11 mars 1997 ont finalement entraîné une nouvelle réorganisation et le PNC est devenu le JNC en 1998.